# 목란관
목란관(木蘭館, 영어: Magnolia House 또는 Mokran House)은 조선민주주의인민공화국 평양직할시 중구역 창광거리에 위치한 국빈용 연회장으로 조선민주주의인민공화국의 국화인 목란에서 그 이름이 유래한다.
조선로동당 청사 인근에 있는 목란관은 1980년에 세워졌으며 건물면적 16,500m2에 벽, 천장, 바닥이 모두 흰색인 것이 특징이다. 2001년 9월 서울에서 열린 남북 장관급회담에 참석한 김령성 북측 단장은 이한동 당시 대한민국 국무총리가 주최한 만찬에서 "우리 평양에는 목란관이라고 국가적 행사를 하는 연회장이 있는데, 바닥이건, 벽이건, 천장이건 새하얗다"고 말해 화제를 모으기도 했다. 실내는 상당히 큰 규모의 6각형 홀이며, 한쪽에는 무대가 설치되어 있어 예술공연도 가능하다. 광명성 인공위성 혹은 대륙간탄도미사일(ICBM)의 성공적인 발사를 축하하는 연회와 함께 모란봉악단의 공연이 이곳에서 여러 차례 있었다.
원래 김정일 국방위원장이나 고위 간부들이 주최하는 내부행사 때만 사용되었으나 1989년 평양에서 열린 제13차 세계청년학생축전 때 북측이 재일본조선인총연합회 간부들을 위해 연회를 베푼 이후 북한을 방문하는 국빈급 인사들에게 개방된 것으로 알려졌다. 2000년 6월 김대중 당시 대한민국 대통령과 같은 해 8월 방북한 언론사 사장단, 2005년 6월 평양 통일대축전에 참석했던 정동영 당시 대한민국 통일부 장관을 위해서도 이 곳에서 연회를 열렸으며, 2007년 10월 2일 김영남 최고인민회의 상임위원장이 노무현 전 대한민국 대통령과 부인 권양숙 여사를 위해 주최한 만찬장도 이곳이었다.